# Vincenzo Filippone-Thaulero
Vincenzo Filippone-Thaulero (Roma, 12 maggio 1930 – Alba Adriatica, 11 settembre 1972) è stato un filosofo, sociologo e poeta italiano.

## Biografia
Abruzzese di origine tedesca, era figlio del barone Carlo, nobile di Chieti e patrizio teramano, e di donna Maria Clemente. Conseguì la maturità classica al Liceo "Massimo" di Roma. Si iscrisse nel 1948 alla Facoltà di Giurisprudenza dell'Università "La Sapienza" di Roma, dove si laureò a pieni voti con una tesi in Filosofia del Diritto, Una metodologia cristiana del diritto, relatore Giorgio Del Vecchio e ottenne il Diploma di perfezionamento con lode in Filosofia del Diritto nella Scuola di Perfezionamento di Filosofia del Diritto dell'Università di Roma, con la tesi La fictio juris in Bartolo da Sassoferrato, relatore  Widar Cesarini Sforza. 
Assistente volontario di Giacomo Perticone, ordinario di Storia contemporanea a Scienze politiche, usufruì di una borsa della Humboldt-Stiftung che gli consentì lunghe permanenze di studi in Germania per approfondire i suoi studi sulla problematica dei valori.
Nel 1954 Luigi Sturzo gli affidò la direzione, insieme con Mario d'Addio, del Bollettino di Sociologia, divenuto nel 1956 la rivista Sociologia, che lo rese uno dei maggiori collaboratori dell'Istituto creato dal fondatore del Partito Popolare Italiano. Inviato al terzo Congresso Mondiale di Sociologia di Amsterdam (1956), fu fra i fondatori della Società Italiana di Scienze Sociali.
Conseguì nel 1965 la libera docenza in Filosofia Morale e ricoprì vari incarichi presso il Magistero e la Facoltà di Lettere e Filosofia dell'Università di Salerno (1965-1970). Nel 1972 vinse il concorso a cattedra per Filosofia Morale del Magistero di Salerno.
Morì l'11 settembre 1972 in un incidente automobilistico insieme alle figlie Maria Gabriella e Maria Elisabeth.
Il 22 novembre 2003 gli è stata intitolata la scuola elementare di Cologna Spiaggia (Roseto degli Abruzzi).

## Opere
- Società e cultura nel pensiero di Max Scheler,  Giuffré, Milano, 1964
- Seconda attesa, Neri Pozza, Vicenza (edizione postuma).
- Il mare ha voce, ha voce il vento, Edizioni di Storia e Letteratura, Roma (edizione postuma).
- Opera omnia di Vincenzo Filippone-Thaulero: Volume I, Il darsi dell'Origine nell'esperienza sociale e religiosa, V. Filippone-Thaulero, R. Pezzimenti, V. Di Marco, Studium Edizioni, Roma 2018

### Saggi e articoli
- Il terzo Congresso Mondiale di Sociologia (Amsterdam, 22-29 Agosto 1956), in Bollettino di Sociologia dell'Istituto Luigi Sturzo, N. 2, luglio-settembre 1956, pp. 1-38.
- Intorno al concetto di sociologia generale, in Sociologia, Bollettino dell'Istituto Luigi Sturzo, Anno III, gennaio-marzo 1958, N. 1, A. Giuffré, Milano, 1958, pp. 47-66.
- Il problema del risentimento in Max Scheler, in Sociologia, Bollettino dell'Istituto Luigi Sturzo, Anno IV, gennaio-marzo 1959, N. 1, A. Giuffré, Milano, 1959, pp. 5-44.
- Scienze sociali e Sociologia, in Sociologia, Bollettino dell'Istituto Luigi Sturzo, Anno IV, aprile-giugno 1959, N. 2, A. Giuffré, Mi-lano, 1959, pp. 242-261.
- La Sociologia storicista di L. Sturzo e alcuni riferimenti alle teorie sociologiche moderne, in Sociologia, Bollettino dell'Istituto Luigi Sturzo, Anno IV, ottobre-novembre 1959, N. 4, A. Giuffré, Mi-lano, 1959, pp. 637-669.
- Razionalità e storia nella sociologia sturziana, in Civitas, N. 4-5, aprile-maggio 1960, pp. 3-34.
- L'autorità in Max Weber, in Sociologia, gennaio-dicembre, 1960.
- Il problema dell'autorità in Max Scheler, in Autorité et Liberté, Atti del IV Convegno di Cultura Europea, Bolzano 1961, pp. 117-128.
- Società e cultura nel pensiero di Max Scheler, in Rivista di Sociologia Anno I, N. 1, Roma 1963, pp. 1-40.
- Società e cultura nel pensiero di Max Scheler, vol. I, Giuffré, Milano, 1964, pp. VII-539.
- Conoscenza e sociologia, in Rivista di Sociologia, settembre-dicembre 1964, pp. 111-142.
- Appunti per la XXXVII settimana sociale dei cattolici d'Italia, in Rivista di Sociologia, gennaio-aprile 1965, pp. 127-138.
- Note sulla VIII Conferenza di sociologia religiosa, in Rivista di Sociologia, n. 7, maggio-agosto 1965.
- Cristianesimo e storia, in Rivista di Sociologia, Anno III, N. 8, settembre-dicembre 1965, pp. 155-162.
- Riflessioni su pregiudizio e religione, in Rivista di Sociologia, Anno III, N. 9, Roma 1966, pp. 41-52.
- Metafisica della scienza e sociologia, in Rivista di Sociologia, Anno V, N. 13, Roma 1967, pp. 87-100.
- Analisi culturale ed ecumenismo, in Rivista di Sociologia, Anno V, N. 14, Roma 1967, pp. 129-136.
- Religione e pregiudizio (in collaborazione con O. Klineberg, T. Tentori, F. Crespi), Cappelli, Bologna, 1968, pp. 222.
- Il problema di un'antropologia filosofica, in Rivista di Sociologia, Anno IV, N. 17, settembre-dicembre 1968, pp. 57-76.
- Il problema di un'antropologia filosofica, Guida, Napoli, 1969, pp. 98 (Corso di lezioni ciclostilate, con la traduzione, in appendice, di un testo di Max Scheler).
- Religione e pregiudizio - Analisi di contenuto dei libri cattolici di insegnamento religioso in Italia e in Spagna, Cappelli, Bologna, 1968.
- Nota introduttiva a Nicolai Hartmann, Etica I, Fenomenologia dei costumi, in Esperienze 1, 1969, pp. VII-XXXII.
- Osservazioni in margine ad una ricerca su pregiudizio e religione, in Rivista di sociologia, Anno VII, 1-3, gennaio-dicembre 1969, pp. 171-188.
- Società e cultura nel pensiero di Max Scheler, vol. II, Giuffré, Milano, 1969, pp. VIII-546.
- Prospettive culturali e sociologiche dell'impegno sociale (Relazione tenuta alla Consulta dei Movimenti Effettive e Seniores della Gioventù di Azione Cattolica), pp. 1-27.
- Un nuovo indirizzo storiografico nella analisi della struttura socioeconomica meridionale (Relazione tenuta in occasione del convegno Ignazio Rozzi e l'agricoltura meridionale, Teramo 28-29 giugno 1970, promosso dal Centro di Studi Storici Abruzzo Teramano), in Rivista di Sociologia, Anno VIII, N. 1, gennaio-aprile 1970, pp. 139-160.
- Riflessione sull'Università televisiva, in Informazione Radio TV. Studi, documenti e notizie, Speciale Televisione e Istruzione, RAI, maggio 1970, pp. 19-25.
- Sociologia ed esperienza religiosa e politica in Luigi Sturzo, in Ricerche di Storia sociale e religiosa, N. 2, luglio-dicembre, 1972, pp. 5-30.